# Gibbs Aquada

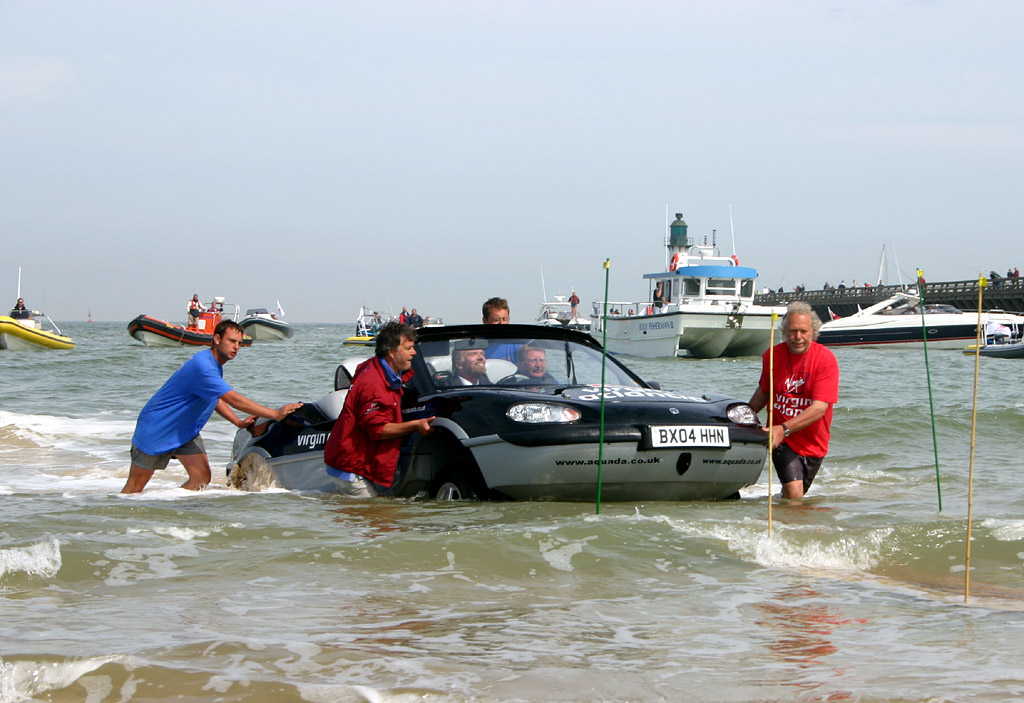
Gibbs Aquada

Der Gibbs Aquada ist ein Amphibienfahrzeug von Gibbs Technologies, das mit dem Sechszylindermotor des Land Rover Freelander ausgestattet ist, und nach Angaben seines Herstellers in den Jahren 2003 und 2004 als Kleinserie von rund 50 Exemplaren entstand, aber nicht ausgeliefert wurde. Im Jahr 2007 wurde seine Markteinführung für das Jahr 2009 angekündigt, die aber ebenfalls nicht stattfand.
Optisch erinnert der Aquada an den Mazda MX-5, von dem seine Scheinwerfer stammen, hat aber eine Karosserie aus Kunststoff, ein Fahrgestell aus Aluminium, und einen Mittelmotor. Der V-Motor erbringt 120 kW (177 PS), die dem Hinterradantrieb oder dem Wasserstrahlantrieb dienen. Als Höchstgeschwindigkeit gibt der Hersteller zu Land über 100 mph (über 160 km/h) und zu Wasser über 30 mph (über 25 Knoten) an. Zwecks hoher Geschwindigkeit zu Wasser sind die Räder des Aquada ähnlich vieler Flugzeuge auf Knopfdruck einklappbar.
Es wurden 60 Patente für das Fahrzeug angemeldet. Eines dieser Patente wird HSA genannt, was für High Speed Amphibian steht.
Richard Branson überquerte den Ärmelkanal in einem Aquada von Dover nach Calais in rund 90 Minuten. Damit brach er den Rekord für die Überquerung des Kanals mit einem Amphibienfahrzeug, der zuvor 40 Jahre lang von zwei Franzosen gehalten wurde, die für die Überquerung rund sechs Stunden brauchten.